# 臺北市購物中心列表
這是一個關於位於臺北市內的購物中心之列表：

## 東區

### 信義計畫區
- 統一時代百貨臺北店
- 誠品信義店
- 微風信義
- 新光三越信義新天地A4館
- BELLAVITA寶麗廣塲
- 新光三越信義新天地A8館
- 新光三越信義新天地A9館
- 微風松高
- 新光三越信義新天地A11館
- 遠百信義A13
- ATT 4 FUN
- 信義威秀商場
- 臺北101
- 微風南山

### 東區商圈
- 遠東SOGO百貨忠孝館
- 遠東SOGO百貨復興館
- 遠東SOGO百貨敦化館
- 明曜百貨
- 東區地下街

### 敦化南路
- 遠企購物中心

### 南京東路
- 微風南京

### 慶城街
- 慶城街1號（食祿軒餐廳股份有限公司慶城分公司）

### 松山路
- CITYLINK松山店

### 南港
- CITYLINK南港店
- 中國信託金融園區商場
- 環球購物中心南港車站分店

## 西區

### 台北車站商圈
- 京站時尚廣場
- 新光三越站前店
- 微風台北車站
- 誠品站前店
- 凱撒美食精品館 (台北凱撒大飯店地下樓)
- 和億生活商場

### 西門町
- 誠品西門店
- 誠品武昌店
- 寶慶遠百
- Jun Plaza
- TiT國際廣場
- 西門新宿商場
- 萬年商業大樓
- 獅子林商業大樓

### 南西商圈
- 新光三越南西店本館
- 新光三越南西店三館
- 誠品生活南西店

### 市民大道
- 光華商場
- 三創數位生活園區

### 林森北路
- 欣欣百貨

## 北區

### 天母
- 大葉高島屋
- 新光三越天母店
- 太平洋崇光百貨天母店

### 大直
- 美麗華百樂園
- 美麗新廣場大直館
- 萬豪酒店 MIDTOWN中城廣場
- 英迪格酒店 春大直

### 內湖
- 禮客時尚館內湖店
- 昇恆昌免稅廣場內湖旗艦店https://www.everrich-group.com/downtown/neihu （页面存档备份，存于）
- CITYLINK內湖店

## 南區

### 公館
- 禮客時尚館公館店

### 景美
- 瀚星百貨